# Cuatro Ciénegas
Cuatro Ciénegas (offiziell Cuatro Ciénagas de Carranza) ist eine Stadt mit etwa 10.000 Einwohnern im Zentrum des mexikanischen Bundesstaates Coahuila. Sie liegt 740 m. ü. M. in der Región Desierto und ist Verwaltungssitz des gleichnamigen Municipio Cuatro Ciénagas.

## Geschichte
Die Stadt wurde am 24. Mai 1800 unter dem Namen Nuestra Señora de Los Dolores y Cuatro Ciénegas durch Antonio Cordero gegründet. Die Stadt wurde nach den vier Sümpfen benannt, die in der Stadt liegen.